# Rolândia
Rolândia est une municipalité brésilienne située dans l'État du Paraná. Fondée par des immigrés allemands fuyant le régime nazi, elle tire son nom du chevalier Roland, considéré comme un symbole de liberté[réf. nécessaire].

## Personnalités liées à la ville
- Erich Koch-Weser (1875-1944), homme politique allemand qui y est mort